# 高須クリニック
医療法人高須クリニック（たかすクリニック）とは、愛知県名古屋市中村区に本部を置く医療法人。東京都中央区、横浜市西区、名古屋市中区、名古屋市中村区、大阪市北区の5箇所にある美容整形、美容外科、医療脱毛などの治療を提供するクリニックを運営している。基幹院たる銀座高須クリニック統括院長は、高須克弥である。

## 概要

### 高須クリニック開設
ドイツで学んだ形成外科の技術がまだ日本で導入されていないことを知った高須克弥が美容外科に転身した。1976年11月、愛知県名古屋市に高須クリニックが開設された。
以降、
1979年、大阪府大阪市北区にて高須クリニック大阪院開設。
1981年、東京都港区赤坂にて高須クリニック赤坂院（のち東京院）開設。
1985年、神奈川県横浜市にて高須クリニック横浜院開設。
2015年、愛知県名古屋市にて高須クリニック栄院開設。2022年、赤坂から銀座に移転。銀座高須クリニックとしてリニューアルオープン。

## 全国のクリニック
- 銀座高須クリニック（22年4月22日に銀座1丁目へ移転。移転前の旧名は高須クリニック東京院）：東京都中央区
- 横浜院：神奈川県横浜市西区
- 名古屋院：愛知県名古屋市中村区
- 栄院：愛知県名古屋市中区
- 大阪院：大阪府大阪市北区

## 診療内容
- 形成外科
- 美容外科
- 皮膚科
- 泌尿器科
- 美容皮膚科

## 特許と商標登録
高須クリニック院長高須克弥院長より、下記の16件が特許出願され、6件が商標登録されている。

### 日本
| 特開2012-55425       | 耳用磁石構成体                         |
| 特開2007-330593      | 形成外科用手術糸及び皮膚の引張付与方法 |
| 特開2006-320618      | 皮膚の引伸し用糸部材                   |
| 特開2002-028164      | 二重瞼形成用糸                         |
| 特開平07-000477      | 耳ツボ突刺針およびピアス               |
| 特開平04-352968      | コラーゲン採取装置                     |
| 特開平04-322658      | 脂肪吸引装置およびその器具             |
| 特開平04-150847      | わきが手術装置およびその手術用チップ   |
| 特開平04-013700      | コラーゲンの分離方法                   |
| 特開平03-287598      | コラーゲンの分離方法                   |
| 特開平03-279399      | コラーゲンの分離方法                   |
| 登録商標 第4687026号 | ロシアンリフト                         |
| 登録商標 第4744926号 | ゴールデンリフト                       |
| 登録商標 第4975514号 | イタリアンリフト                       |
| 登録商標 第4826653号 | リポレーザー                           |
| 登録商標 第5119333号 | マンマリーヒアル                       |
| 登録商標 第4744927号 | ゴールドリフト                         |

### 米国
| 特許No.5190518 | わきが手術装置及びその手術用チップ     | 1993/08/17 |
| 特許No.5236414 | 脂肪吸引装置及びその器具               | 1993/09/14 |
| 特許No.5244458 | コラーゲン採取装置                     | 1993/09/14 |
| 特許No.5465593 | 耳ツボ突刺針およびピアス【痩身ピアス】 | 1995/11/14 |

### 台湾
| 専利No.050728 | わきが手術装置及びその手術用チップ | 1991/12/24 |
| 専利No.060024 | 脂肪吸引装置及びその器具           | 1993/04/15 |

## 提供スポンサー
- 5時に夢中! - TOKYO MX、高須クリニックがスポンサーを務めているほか、高須本人も出演する。
- ナインティナイン岡村隆史のオールナイトニッポン - ニッポン放送系（木曜25時-27時）、専属スポンサー、同番組の横浜アリーナで2015年から2019年まで開催されていたイベントに高須本人も出演していた。
- ナインティナインのオールナイトニッポン（第2期、ニッポン放送系（木曜25時-27時）） - 上記に引き続き専属スポンサーであり、イベントにも引き続き参加。
- Yes!ミュージックカルテ→Yes!ミュージックカルテX→Yes!ミュージックカルテDX（2017年4月 - 2019年6月、ABCラジオ）
- 坂上&指原のつぶれない店（TBSテレビ、日曜）
- スッキリ（日本テレビ、毎週）
- ラヴィット!（TBS）
- 日曜ビッグバラエティ（テレビ東京）
- アイ・アム・冒険少年（TBSテレビ、月曜年に3～4回）
- 坂上どうぶつ王国（フジテレビ） - 関東ローカルのみのスポンサー
- 脱力タイムズ（フジテレビ）
- 出川哲朗の充電させてもらえませんか?（テレビ東京） - 関東ローカルのみのスポンサー
- 情報ライブ ミヤネ屋（読売テレビ、月曜） - 関西ローカルのみのスポンサー
- 毎日放送 月曜 - 木曜23:56のテレビ番組
  - あれみた?
  - 有吉ジャポンII ジロジロ有吉 - 関西ローカルのみのスポンサー
  - 毎日放送 水曜23:56のバラエティ番組
  - TBS系列 木曜23:56のアニメ番組 - 関西ローカルのみのスポンサー
- かまいたちの知らんけど（毎日放送）

## パチンコ
- P yes!高須クリニック～超整形BLACK～（2022年、豊丸産業）

## 事件

### 脱税事件
1990年に高須クリニックの会計責任者が、保険外の医療収入を少なく申告する手口で8億7000万円を脱税したとして起訴される。高須克弥は脱税には関与していなかったが、クリニックの代表者として「経理を任せ切りにして、脱税に気付かぬ過失があった」として所得税法違反の両罰規定に問われた。裁判は量刑と両罰規定の適用について争われたが、1997年に最高裁で有罪が確定。また刑事罰とは別に厚生省より医業停止1年間の行政処分を受けた。過去には国税局に脱税を指摘され20億円の重加算税を納付したことを明らかにしている。この20億円の追徴額は、名古屋国税局では個人としては史上最高額で2019年現在も記録は破られていない。

### グループ会社の愛知県知事リコール署名偽造への関与疑惑
2021年11月16日、大村秀章愛知県知事に対するリコール運動の署名偽造を、リコール活動団体事務局長田中孝博からの依頼を受けた高須克弥院長の女性秘書が、「署名の数が足りない。高須先生は（偽造を）知っている」とグループ会社である高須ホールディングスの一部役員・社員に署名偽造を指示し、関与した女性秘書ら2人が愛知県警察に地方自治法違反容疑で書類送検されたことを中日新聞が報じた。高須克弥院長は共同通信の取材に対し、「全く知らない。報道で初めて知った」と述べている。